# Права ЛГБТ в Юте
Лесбиянки, геи, бисексуалы и трансгендеры (ЛГБТ) в штате Юта в США не подвергаются преследованию со стороны официальных властей, но всё ещё сталкиваются с рядом юридических проблем, которые отсутствуют у гетеросексуалов.
Однополые сексуальные отношения в штате декриминализированы в 2003 году. Однополые браки являются законными с октября 2014 года. С 2015 года дискриминация по признаку сексуальной ориентации и гендерной идентичности в сфере занятости и жилья, с рядом исключений, законодательно запрещена по всей территории Юты.

## Законы об однополых сексуальных отношениях
Однополые сексуальные отношения на территории современного штата Юта были криминализированы после того, как в регионе появилась администрация, признанная федеральным центром. В 1851 году законодательное собрание недавно образованной территории Юта, где исполняющим обязанности губернатора был Бригам Янг — глава Церкви Иисуса Христа Святых последних дней (мормоны), принял первый закон, касающийся однополых сексуальных отношений, который запрещал любые сексуальные контакты между лицами мужского пола, вне зависимости от возраста, оставив наказание за это преступление на усмотрение суда.
Позднее этот запрет послужил основанием для «Закона о содомии» штата Юта (Кодекс штата Юта, раздел 76-5-403), который запрещал анальный секс как гомосексуалам, так и гетеросексуалам; преступление относилось к классу B и предусматривало наказание в виде тюремного заключения сроком до шести месяцев и штрафа в размере до тысячи долларов США.
Решением Верховного суда США от 2003 года по делу «Лоуренс против Техаса» законы, запрещавшие анальный секс между взрослыми партнёрами по взаимному согласию, в США были отменены.
В 2007 году сенатор штата Юта от округа Солт-Лейк-Сити Скотт Маккой предложил внести поправку SB 169 в закон штата о содомии и отменить его неконституционные части. Однако законопроект был отвергнут его коллегами без рассмотрения. В 2011 году по инициативе правозащитника Дэвида Нельсона Департамент общественной безопасности Юты внёс поправки в свой устав, отменив запрет на выдачу государственного разрешения на скрытое ношение огнестрельного оружия лицам, когда-либо были осуждённым за нарушение закона штата о содомии.

## Однополые браки
В 1995 году Норм Л. Нильсон, член законодательного собрания штата от округа Юта, предложил законопроект H. B. 366, который запрещал официально признавать в Юте однополые браки, заключённые в других штатах и государствах. Закон был принят и стал первым таким законодательным актом в США. В 2004 году избиратели штата одобрили поправку 3 к Конституции Юты, согласно которой браком признавался только законный союз или гражданское партнёрство между мужчиной и женщиной (65,8% «за», 33,2% «против»).
25 марта 2013 года три однополые пары, в том числе одна с браком, зарегистрированным в штате Айова, подали иск в Окружной суд по округу Юта, чтобы объявить запрет штата на признание однополых браков неконституционным в соответствии с надлежащей правовой процедурой и положениями о равной защите, предоставляемой Конституцией США. 4 декабря суд заслушал аргументы сторон. Представители штата утверждали, что нет «ничего необычного» в применении политики, поощряющей «ответственное деторождение» и «оптимальный способ воспитания детей». Сторона истцов утверждала, что «политика штата основана на предубеждении и предвзятости, имеющими религиозные предпосылки в этом штате». 20 декабря 2013 года окружной судья Роберт Дж. Шелби признал запрет на однополые браки неконституционным и постановил штату упразднить действие запрета. 6 января 2014 года Верховный суд США приостановил действие постановления Окружного суда до решения по его обжалованию в Апелляционном суде десятого округа США. 25 июня 2014 года Апелляционный суд оставил в силе решение суда низшей инстанции, чем был создан прецедент для каждого штата в округе по решению подобных дел. 6 октября 2014 года Верховный суд США обязал штат Юта официально признать и начать регистрацию однополых браков.

## Усыновление
В 1998 году Нора Б. Стивенс, член законодательного собрания штата от округа Дэвис, предложила законопроект H. B. 103, согласно которому при усыновлении предпочтение отдавалось супружеским парам и запрещалось усыновление детей парами, состоящими в гражданском партнёрстве. Член законодательного собрания штата от округа Солт-Лейк, правозащитница Джеки Бискупски выступила против этого законопроекта. Однако закон был принят.
Законы штата Юта не запрещают одиноким людям усыновление при условии, что усыновитель «не состоит в отношениях, которые не являются юридически действительным и обязательным браком». Закон штата Юта гласит, что ребёнок может быть усыновлен совершеннолетними гражданами, состоящими в законном браке в соответствии с законами штата.
20 декабря 2013 года по решению Окружного суда округа Юта однополые браки в штате получили официальное признание. Это позволило легализовать усыновление детей в однополых семьях. Однако Верховный суд США приостановил действие этого постановления до 6 октября 2014 года, когда однополые браки окончательно получили официальное признание в Юте.
В столице штата, городе Солт-Лейк-Сити и его пригородах самый высокий уровень (26%) однополых семей, партнёры в которых разделяют родительские права, согласно анализу данных переписи, проведенному Институтом Уильямса и Юридической школой Лос-Анджелеса.

## Законы против дискриминации
В 2008 году Кристин Джонсон, член законодательного собрания штата от округа Солт-Лейк, предложила поправки H. B. 89 к Антидискриминационному закону штата, предусматривавшие запрет на дискриминацию в сфере занятости по признаку сексуальной ориентации и гендерной идентичности. Однако законопроект был отвергнут её коллегами. После, в 2009 и 2010 годах, она дважды предлагала внести эти поправки, и оба раза предложения о поправках снова были отвергнуты. В 2010 году Кристин Джонсон предложила поправки H. B. 128 в Антидискриминационный закон, предусматривавшие запрет на дискриминацию в сфере занятости и жилья по признаку сексуальной ориентации и гендерной идентичности.
6 марта 2015 года Сенат штата принял (23 «за», 5 «против») Закон о запрете дискриминации по признаку сексуальной ориентации и гендерной идентичности в сфере занятости и жилья (за исключением общественных мест), предоставив религиозным организациям и их филиалам (школам и больницам) и организациям бойскаутов самим принимать решение о приёме или отказе в приёме на работу по признаку сексуальной ориентации и гендерной идентичности. Этот же закон предусматривает защиту сотрудников от увольнения за разговоры о личных религиозных или моральных убеждениях, при условии, что их высказывания не содержали оскорблений и не унижали достоинство другого человека. Законодательный акт был поддержан руководством Церкви Иисуса Христа Святых последних дней. 11 марта 2015 года закон был одобрен Палатой представителей штата (65 «за», 10 «против»). 12 марта 2015 года Гари Герберт, губернатор Юты подписал законопроект.
Среди политиков штата, внёсших особый вклад в законодательство Юты по защите прав лесбиянок, геев, бисексуалов и трансгендеров, члены законодательного собрания штата Кристин Джонсон, Джеки Бискупски, Брайан Даути.

### Местные правовые инициативы

Карта округов Юты и городов, в которых действовали антидискриминационные законы в сфере занятости по признакам сексуальной ориентации и / или гендерной идентичности до принятия поправок в Антидискриминационный закон Юты.
Запрет на дискриминацию по признакам сексуальной ориентации и гендерной идентичности
Нет запрета на дискриминацию по признакам сексуальной ориентации и гендерной идентичности в сфере занятости

В 1986 году правозащитник Дэвид Л. Нельсон безуспешно лоббировал принятие постановления советом Солт-Лейк-Сити о создании городской комиссии по правам человека и запрещении дискриминации по признаку сексуальной ориентации. Это было первое такое предложение в штате Юта. В 1986—1987 годах он добился введения в полицейском управлении Солт-Лейк-Сити просветительской программы по искоренению гомофобии. Это также была первая такая программа, принятая в штате Юта. В 1992 году тот же правозащитник успешно лоббировал принятие постановления комиссией округа Солт-Лейк о запрете дискриминации, включая дискриминацию по признаку сексуальной ориентации. Это был первый такой закон, принятый в штате Юта.
В 1991 году администрацией Университета Юты был введён запрет на дискриминацию в сфере занятости, включая запрет на дискриминацию по признаку сексуальной ориентации. Антидикриминационный запрет Университета Юты неоднократно расширялся: в 1996 году в него был включен пункт о запрете на дискриминацию для педагогов, в 1997 году — для студентов, в 2009 году — для абитуриентов.
В 2008 году организацией «Равенство в Юте» законодательному собранию штата была предложена инициатива, состоявшая из пяти законопроектов, предусматривавших установление равных прав для всех жителей штата, независимо от их сексуальной ориентации и гендерной идентичности. Законопроекты получили одобрение со стороны руководства Церкви Иисуса Христа Святых последних дней, которые заявили, что не возражают против их принятия. Главы правозащитных организаций направили 27 000 писем главам поместных церквей, призвав поддержать законодательную инициативу, но те воздержались от комментариев. Законодательная инициатива провалились, не пройдя обсуждений в нескольких парламентских комитетах. В ответ на это организация «Равенство в Юте» успешно лоббировала принятие подобных законопроектов в 12 графствах и городах штата, включая округа Солт-Лейк, Саммит, Гранд и города Солт-Лейк-Сити, Уэст-Вэлли-Сити, Огден, Тейлорсвилл, Логан, Мюррей, Парк-Сити и Моаб.
В 2009—2010 годах члены совета Солт-Лейк-Сити приняли два законопроекта, которые запрещают дискриминацию в сфере занятости и жилья (за исключением религиозных групп) по признаку сексуальной ориентации или гендерной идентичности. Руководство Церкви Иисуса Христа Святых последних дней ещё до принятия этого закона высказались в его поддержку, заявив, что этот закон может быть взят за образец для подобных законопроектов по всему штату.

## Законы о преступлениях на почве ненависти
В 1992 году Фрэнк Р. Пиньянелли, член Палаты представителей штата от округа Солт-Лейк предложил законодательные инициативы H. B. 111 («Закон о статистике преступлений на почве ненависти») и H. B. 112 («Наказания за преступления на почве ненависти и нарушения гражданских прав»), которые были рассмотрены и приняты. Законы требуют от Государственного департамента общественной безопасности собирать и публиковать статистические данные о преступлениях на почве ненависти, которые совершаются в штате, и предусматривают ужесточение наказания за совершение преступления на почве ненависти. В работе над законами принимал участие правозащитник Дэвид Л. Нельсон. В 1992—1999 годах предпринимались безуспешные попытки внести поправки в эти законы.
С 2006 года в штате Юта несколько раз принимались законодательные акты по борьбе с издевательствами, в которых подробно описывалось запрещенное поведение и увеличены требования к отчетности для местных школьных советов. Сторонники прав лесбиянок, геев, бисексуалов и трансгендеров провели кампанию за более быстрые и эффективные действия со стороны школьных чиновников и подчеркнули проблему самоубийства среди подростков-геев. Закон, принятый в 2013 году, требует от школьной администрации уведомлять родителей об издевательствах над их ребёнком. Новое требование возникло как прямой ответ на самоубийство 14-летнего гея Дэвида Фана, семья которого не знала о том, что он был объектом издевательств в школе. Некоторые правозащитники высказали опасения, что чрезмерные требования могут привести к тому, что учеников переведут на домашнее обучение, что не всегда может быть в интересах ребёнка. Они рекомендовали ввести в школах просветительские программы для учителей, которые помогли бы им научиться вовремя уведомлять родителей (особенно в однополых семьях).

## Гендерные идентичность и выражение
Трансгендерные люди в Юте могут менять гражданский пол в свидетельствах о рождении, предоставив сертифицированный судебный приказ, и менять свои имя и пол в документах без операции. После получения судебного приказа, поправки вносятся в документы и становятся частью оригинального свидетельства, заверенная же копия выдается заявителю без дополнительных затрат.

## Свобода выражения мнений
В 2005 году учащиеся старших классов в городе Прово создали группу «Союз геев и натуралов». В ответ некоторые жители города обратились в Совет округа по вопросам образования с требованием закрыть эту группу. Им было отказано, так, как их требование противоречило федеральному законодательству. Вместо этого Совет ввёл правило, по которому никто из старшеклассников не может вступить ни в одну школьную группу без письменного согласия родителей.
21 октября 2016 года организация «Равенство в Юте» подала иск в Окружной суд США по округу Юта против Совета по образованию штата, требуя отменить закон, запрещающий рассказывать о гомосексуальности в школах. В этом законе говорилось, что «материалы, принятые местным школьным советом... должны основываться на рекомендациях Комитета по пересмотру учебных материалов школьного округа, которые соответствуют законодательству штата и правилам установленным в штате, подчеркивая необходимость в воздержании перед браком и верности после брака, и запрещая пропаганду гомосексуализма» (Кодекс Юты § 53A-13-101). 8 марта 2017 года законодательное собрание штата Юта приняло поправку SB196, которая исключила из закона фразу «пропаганда гомосексуализма». 20 марта 2017 года губернатор Гари Герберт подписал закон, утвердивший эту поправку. Закон вступил в силу 1 июля 2017 года.

## Общественное мнение
Опрос, проведённый Колумбийским университетом в 2010 году показал, что Юта занимает последнее место среди штатов по показателю толерантного отношения к семейным союзам между гомосексуалами. Только 22% жителей штата высказались за однополые браки, что было на 10% больше, чем при таком же опросе в 1994—1996 годах.
Опрос, проведённый в 2011 году показал, что уже 27% избирателей штата Юта поддерживают однополые браки, 66% против и 7% затруднились ответить. Тот же опрос показал, что 60% респондентов согласны с юридическим признанием однополых пар (23% за однополые браки и 37% за гражданские союзы), в то время как 39% высказались против таких браков и 1% затруднились ответить.
Опрос, проведённый 10—13 января 2014 года SurveyUSA по заказу газеты The Salt Lake Tribune, показал, что мнения жителей Юты по вопросу признания однополых браков в штате разделились поровну — по 48% высказались за и против и 4% затруднились ответить. Приблизительно 72% респондентов согласились с тем, что однополым парам следует разрешить создавать гражданские союзы, которые предоставляют те же юридические права, что и брак.
Опрос, проведённый в 2017 году Институтом исследования общественного мнения (PRRI), показал, что 54% жителей штата Юта поддерживают однополые браки, 38% против и 8% не имеют однозначного мнения по этому вопросу. Кроме того, 80% высказались за антидискриминационные законы, касающиеся сексуальной ориентации и гендерной идентичности человека, 15% высказались против.

## Сводная таблица прав ЛГБТ в Юте
| Декриминализация однополых отношений                            | Да       | c 2003 |
| Равный возраст сексуального согласия для ЛГБТ и гетеросексуалов | Да       |        |
| Антидискриминационные законы в сфере занятости                  | Частично | с 2015 |
| Антидискриминационные законы при предоставлении товаров и услуг | Нет      |        |
| Антидискриминационные законы во всех других областях            | Частично | с 2015 |
| Брак для однополых пар                                          | Да       | с 2014 |
| Право на усыновление детей однополыми семьями                   | Да       |        |
| Право на усыновление ребёнка партнёра в однополых семьях        | Да       |        |
| Право на усыновление детей одинокими ЛГБТ                       | Частично |        |
| Право на ЭКО и суррогатное материнство для ЛГБТ                 | Нет      |        |
| Право на прохождение службы армии для ЛГБТ                      | Да       | с 2011 |
| Конверсионная терапия запрещена для несовершеннолетних          | Нет      |        |
| Право на изменение гражданского пола                            | Да       |        |
| Право МСМ быть донорами крови                                   | Частично |        |